# Cordierit

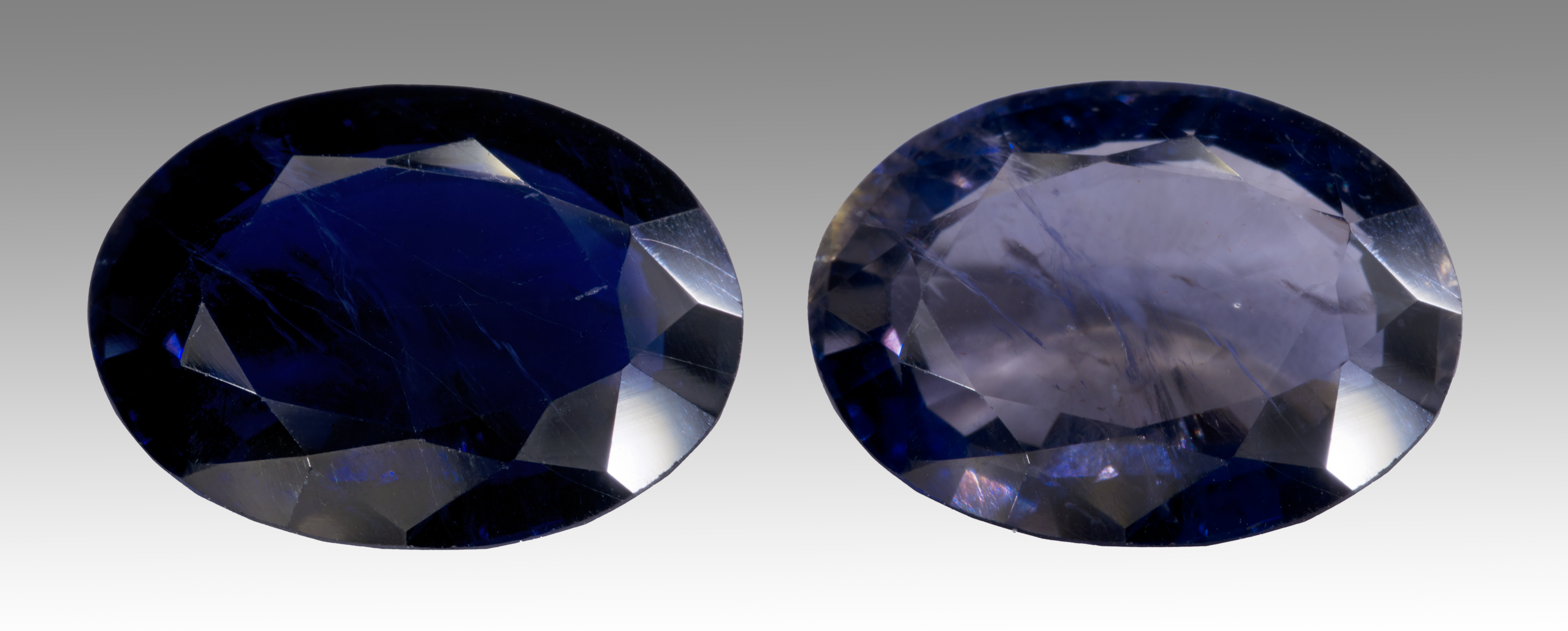
Tính đa sắc của Cordierite

Cordierit là một khoáng vật silicat vòng, của magie,sắt, nhôm. Sắt luôn có mặt và dung dịch rắn tồn tại ở dạng giàu Mg là cordierit và giàu sắt là sekaninait với hai nhóm có công thứ hóa học: (Mg,Fe)2Al3(Si5AlO18) đến (Fe,Mg)2Al3(Si5AlO18). Dạng đồng hình ở nhiệt độ cao là indialit, loại này có cùng cấu trúc với berin và có Al phân bố ngẫu nhiên trong các vòng (Si,Al)6O18.

## Phân bố
Cordierit thường xuất hiện trong đới biến chất tiếp xúc hoặc biến chất khu vực của các đá argillaceous. Nó có mặt phổ biến trong hornfels được tạo ra bởi sự biến chất tiếp xúc của các đá pelitic. Hai tổ hợp khoáng vật biến chất thường gặp là sillimanit-cordierit-spinel và cordierit-spinel-plagioclase-orthopyroxen. Các khoáng vật cộng sinh khác như granat (cordierit-granat-sillimanit gneiss) và anthophyllit. Cordierit cũng có mặt trong một vài đá granit, pegmatit, và norit trong mác ma gabbro. Các sản phẩm thay thế gồm mica, clorit, và talc. Cordierit có mặt trong đới tiếp xúc granit trong mỏ thiếc Geevor ở Cornwall.